# Paradigme
Pour les articles homonymes, voir Paradigme (homonymie).

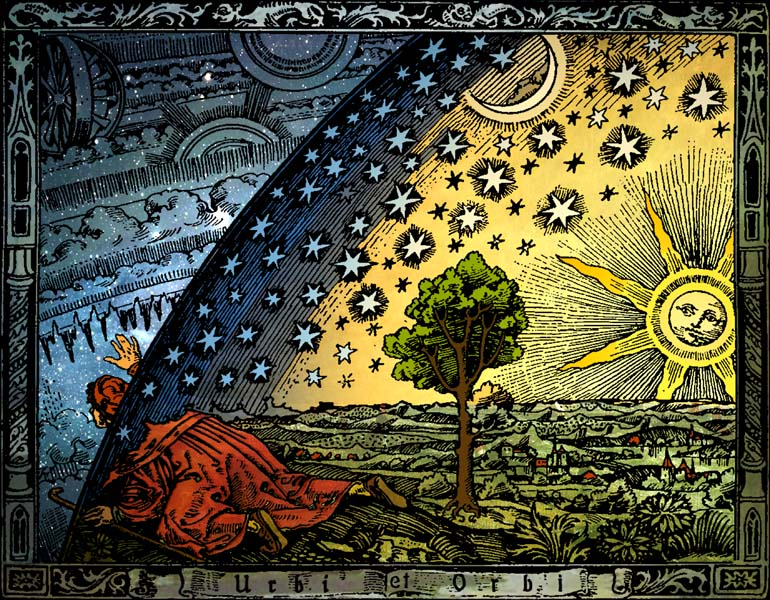
Universum, C. Flammarion, gravure sur bois, Paris 1888.

Un paradigme est — en épistémologie et dans les sciences humaines et sociales — une représentation du monde, une manière de voir les choses, un modèle cohérent du monde qui repose sur un fondement défini (matrice disciplinaire, modèle théorique, courant de pensée).
Les paradigmes sont, selon le philosophe des sciences Thomas Samuel Kuhn des « découvertes scientifiques universellement reconnues qui, pour un temps, fournissent à un groupe de chercheurs des problèmes types et des solutions ». Un paradigme peut être infléchi ou totalement remis en cause s'il remplit un certain nombre de conditions expérimentales ou d'insertion dans un nouveau paradigme. Les révolutions scientifiques entraînent des changements de paradigme qui exigent du temps pour pénétrer la communauté scientifique, car le nouveau modèle proposé doit vaincre les obstacles épistémologiques et être assez robuste pour remettre en cause le précédent. La « vérité scientifique » à un instant donné ne peut représenter qu'un consensus temporaire au sein de cette communauté, les paradigmes étant fluctuants, en particulier dans les sciences humaines et sociales, notamment économiques (Kuhn 1962, p. 172).
Le paradigme peut être explicite lorsqu'un philosophe, un chercheur — ou un idéologue — décrit, analyse son sujet selon un schéma de pensée, une vision du monde clairement définis. Les collectivités humaines sont régies par des pratiques, des croyances partagées. Il appartient aux sciences humaines de décrypter, de mettre au jour ces paradigmes implicites. Les paradigmes tendent également à différer selon les groupes sociaux et à changer dans le temps avec l'évolution des connaissances (cas notamment des paradigmes en sciences).
Paradigme est à l'origine un terme technique de la grammaire désignant l'ensemble des formes que peut prendre un mot.

## Étymologie et évolution
Le mot « paradigme » tient son origine du mot παράδειγμα (paradeïgma) en grec ancien qui signifie « modèle » ou « exemple ». Ce mot lui-même vient de παραδεικνύναι (paradeiknunaï) qui signifie « montrer », « comparer » construit sur δείκνυμι (deiknumi), « désigner ».
Au XVIIIe siècle, il désigne l'ensemble des formes que peut prendre un élément du langage quelles que soient ses flexions. Littré en donne la définition suivante : « Terme de grammaire : exemple, modèle de déclinaison, de conjugaison. Le paradigme d'une conjugaison, la série des formes d'un verbe présentée en tableau, du grec Παράδειγμα, exemple, de παρὰ, en regard, et δειϰνύειν, montrer ».
Par analogie, il désigne au XIXe siècle les variations d'un type ou d'un concept. Au XXe siècle il acquiert avec Ferdinand de Saussure un sens spécialisé en linguistique.
Son sens s'étend ensuite, par américanisme, à l'épistémologie, pour désigner l'ensemble des variantes d'une conception dominante.

## Formes de paradigmes

### Paradigme en philosophie: Platon
En philosophie, le paradigme est ce que l'on montre à titre d'exemple et peut donc servir de modèle. Il se distingue de l'archétype, qui se réfère au monde des origines.[réf. nécessaire] L'autre fonction du paradigme est utile pour un observateur tiers (observant celui qui utilise ce paradigme). Cet observateur pourra faire des remarques et se faire une opinion sur la façon dont l'observé en est venu à utiliser ce paradigme : nous définissons ce qui va vite ou lentement par rapport à notre propre vitesse de déplacement, l'homme qui a vécu dans la nature peut définir les objets modernes comme inutiles ou nuisibles.
Le terme grec et sa signification sont centraux chez Platon. D'une part, du point de vue méthodologique, le paradigme consiste à mettre en parallèle un objet connu et un objet recherché pour que les caractéristiques du premier éclairent par analogie celles du second. « Un paradigme prend naissance lorsque, étant correctement interprété quand il se rencontre le même dans deux occurrences séparées puis réunies, il produit une interprétation unique et vraie de chacune comme entrant dans une paire… Quelle activité pourrions-nous bien prendre comme paradigme, dont la tâche serait la même que la politique ?… le tissage de la laine ». D'autre part, du point de vue métaphysique, les Formes intelligibles ou Idées sont les paradigmes (paradeigmata), les modèles des choses sensibles qui en participent. Il existe certaines réalités éternelles, immobiles et toujours identiques à elles-mêmes : les Formes (eidê) ou Idées (idéai) ; et les choses sensibles, comme l'homme, l'arbre, sont en rapport avec une seule et unique Forme, comme la Forme de l'unité, la Forme de la beauté. Par exemple, une chose belle participe du Beau absolu, de l'Idée de Beau. « Alors que ces Formes sont comme des modèles qui subsistent dans leur nature, les autres choses entretiennent avec elles un rapport de ressemblance et en sont les copies ; en outre, la participation que les autres choses entretiennent avec les Formes n'a pas d'autre explication que celle-ci : elles en sont les images. »
Michel Foucault parle d'épistémè, système de représentations qui concerne toute la configuration du savoir à une époque donnée.
Chez Emmanuel Lévinas, la méthode paradigmatique se fonde sur la thèse que « les idées ne se séparent jamais de l'exemple qui les suggère » et est en rapport avec une éthique de « l'acceptation » et de l'action comme préalable à la connaissance : c'est l'acte qui « fait surgir la forme où il reconnaît son modèle jamais entrevu jusqu'alors » (Quatre leçons talmudiques, Paris, 1968).
Edgar Morin étudie en profondeur la notion de paradigme dans le tome 4 de La Méthode : Les Idées. Il s'exprime ainsi : « Nous en sommes au préliminaire dans la constitution d'un paradigme de complexité lui-même nécessaire à la constitution d'une paradigmatologie. Il s'agit non pas de la tâche individuelle d'un penseur, mais de l'œuvre historique d'une convergence de pensées ».

### Paradigme technocratique
Le « paradigme technocratique » est une expression employée à plusieurs reprises par le pape François dans son encyclique Laudato si' (2015) « sur la sauvegarde de la maison commune » et dans sa suite, l'exhortation apostolique Laudate Deum « sur la crise climatique » (2023). Elle désigne, selon le théologien catholique Fabien Revol , « les représentations de la nature qui sous-tendent la compréhension scientifique de notre monde, de l'idée de progrès et de ce qui en découle au niveau sociétal ».
Le pape rend grâce pour les dons que l'être humain reçoit de Dieu et met en œuvre par l'usage d'une technoscience « bien orientée », qui « peut produire des choses réellement précieuses pour améliorer la qualité de vie de l'être humain ». Néanmoins, le pape critique les sources de ce paradigme, consistant en une mauvaise interprétation du premier chapitre du livre de la Genèse (Gn 1,28) dans laquelle l'Occident s'est engouffré, dans le sillage de la compréhension cartésienne de la nature :

« Il a été dit que, à partir du récit de la Genèse, qui invite à « dominer » la terre (cf Gn 1, 28), on favoriserait l'exploitation sauvage de la nature en présentant une image de l'être humain comme dominateur et destructeur. Ce n'est pas une interprétation correcte de la Bible, comme la comprend l'Église. »

Le pape considère que la science et la technique ne sont pas neutres, à rebours d'une opinion répandue selon laquelle la méthode scientifique et ses applications techniques sont neutres, c'est-à-dire que leur mode de fonctionnement et leur structure n'ont pas de valeur éthique en soi. Avec la science moderne, le projet de la connaissance est la maîtrise de la nature. En particulier, la science cartésienne n'est éthiquement pas neutre car elle implique le projet de reconstruction artificielle de la nature dans les applications techniques qui asservissent ses lois à un projet de maîtrise par l'être humain.

### Paradigme en épistémologie: Kuhn
Au XXe siècle, le mot paradigme était employé comme terme épistémologique pour désigner un modèle de pensée dans des disciplines scientifiques. Le paradigme est l’ensemble des croyances et des accords partagés par les scientifiques ou les philosophes, qui guident les recherches, identifient les problèmes et indiquent ce qui est acceptable comme méthode et comme résultat.
Dans ce contexte, l'emploi le plus répandu se trouve chez le philosophe et sociologue des sciences Thomas Samuel Kuhn qui l'utilisait pour désigner un ensemble de pratiques en science. Le terme est cependant souvent inapproprié et Kuhn lui-même préférait utiliser les termes de science exemplaire et de science normale qui lui semblaient contenir un sens philosophique plus exact. Cependant, dans son livre La structure des révolutions scientifiques, Kuhn définit un « paradigme » scientifique comme suit :
- un ensemble d'observations et de faits avérés ;
- un ensemble de questions en relation avec le sujet qui se posent et doivent être résolues ;
- des indications méthodologiques (comment ces questions doivent être posées) ;
- comment les résultats de la recherche scientifique doivent être interprétés.

Pour Kuhn, l'adhésion à un paradigme est un phénomène sociologique, qui implique la genèse d'une communauté de pensée, de méthodes et d'objectifs, autour d'outils communs (journaux, conférences).
Le terme de « paradigme » introduit par Thomas Kuhn, qu'il a d'ailleurs suggéré de remplacer par « matrice disciplinaire », tend à désigner l'ensemble des croyances, valeurs et techniques qui sont partagées par les membres d'une communauté scientifique, au cours d'une période de consensus théorique.
Pour lui, « le paradigme est un cadre qui définit les problèmes et les méthodes légitimes, et qui permet ainsi une plus grande efficacité de la recherche : un langage commun favorise la diffusion des travaux et canalise les investigations ».
Les exemples les plus typiques de paradigmes cités par Thomas Kuhn sont le paradigme de Ptolémée (géocentrisme), le paradigme de Copernic (héliocentrisme), le paradigme de Newton (loi de la gravitation fournissant une théorie qui explique l'héliocentrisme), le paradigme de la relativité générale (Einstein) (1962 p. 141-142).
D'autres notions comme concept ou système de pensée sont très proches de celui de paradigme. Ils se différencient sur des détails et pour bien comprendre leur signification, on doit prendre en considération le contexte du thème traité.
Imre Lakatos a tenté de développer le concept d'une façon dialectique sous le nom de « programme de recherche ».
Une définition simple dans le contexte scientifique serait l'ensemble des règles admises et intériorisées comme normes par la communauté scientifique, à un moment donné de son histoire, pour délimiter et problématiser les faits qu'elle juge dignes d'étude.

### Paradigme en sociologie
Dans les sciences sociales, le terme est employé pour décrire l'ensemble d'expériences, de croyances et de valeurs qui influencent la façon dont un individu perçoit la réalité et réagit à cette perception. Ce système de représentation lui permet de définir l'environnement, de communiquer à propos de cet environnement, voire d’essayer de le comprendre ou de le prévoir.
On relève par exemple en sciences sociales :
- le paradigme de la naissance du capitalisme, voir Max Weber, L'Éthique protestante et l'esprit du capitalisme ;
- le paradigme du capital social, voir Pierre Bourdieu, capital social ;
- le paradigme des conflits de classes, voir marxisme, lutte des classes ;
- le paradigme de la démocratie, voir Alexis de Tocqueville, De la démocratie en Amérique.

### Paradigme en science économique: Dosi
En science économique, Carlota Pérez et Christopher Freeman (en) proposent la notion (empruntée à Giovanni Dosi) de paradigmes techno-économiques pour expliquer les cycles longs et leur succession (The Diffusion of Technical Innovations and Changes of Techno-Economic Paradigm, University of Sussex, 1986).

### Paradigme en linguistique
En linguistique, le paradigme est l'ensemble des formes différentes que peut prendre un mot, notamment dans les langues flexionnelles. "En grammaire traditionnelle, un paradigme est l'ensemble typique des formes fléchies que prend un morphème lexical combiné avec ses désinences casuelles (pour un nom, un pronom ou un adjectif) ou verbales (pour un verbe), selon le type de rapport qu'il entretient avec les autres constituants de la phrase, selon le nombre, la personne, le temps : on dit déclinaison pour un nom, un pronom ou un adjectif et conjugaison pour un verbe." Ainsi, le paradigme du verbe être au présent de l'indicatif est : suis, es, est, sommes, êtes, sont.
On l'oppose communément à syntagme, dans le cadre de l'opposition entre axe paradigmatique et syntagmatique. Le premier axe concerne le choix des mots eux-mêmes, le second le choix de leur placement dans l'énoncé. Soit l'énoncé « Passons passons puisque tout passe » (Guillaume Apollinaire, « Cors de chasse », in Alcools) : l'énoncé « Dormons, dormons puisque tout dort » s'obtient par une modification paradigmatique tandis que « Puisque tout passe, passons, passons » est le résultat d'une modification sur l'axe syntagmatique.

### Paradigme en esthétique: Sherringham
Marc Sherringham, spécialiste de philosophie de l'art, discute de la possibilité de parler de paradigme en philosophie et en esthétique. Il précise que le théoricien de la notion de paradigme, Thomas Samuel Kuhn, la réserve pour la science et en exclut l'application pour d'autres activités culturelles. Sherringham repère en cela un positivisme propre à Kuhn, qui dénie la possibilité aux disciplines autres que la science de connaître des situations de « recherche normale ». Tout se passe comme si la philosophie par exemple était en état de crise perpétuelle, incapable de mettre fin pour un temps aux discussions interminables propres à cet état.
Sherringham cherche, en s'appuyant sur Kuhn, à « préciser la notion de paradigme en philosophie », et particulièrement en philosophie esthétique. Les périodes normales en philosophie esthétique sont sous « l'emprise d'un modèle unique ». Le paradigme est défini par Sherringham comme une « structure conceptuelle » qui fixe des « règles du jeu de la pensée ». Il identifie trois paradigmes au cours de l'histoire de la philosophie esthétique : le « modèle classique » conçu par Platon et Aristote et se prolongeant jusqu'à la « crise des Lumières », le « modèle critique » représenté par Emmanuel Kant, et le « modèle romantique » élaboré par l'idéalisme allemand ainsi que Friedrich Nietzsche et Martin Heidegger.

### Paradigme en entreprise
Le mot paradigme a été utilisé de façon surabondante de la fin des années 1980 à la fin des années 1990 en entreprise. On parlait de « nouveau paradigme » ou de « changer de paradigme », notamment pour donner un aspect fortement novateur à un projet.
Dans ce contexte, « paradigme » peut être considéré comme un mot prestigieux visant à intimider l'interlocuteur. Ainsi, dans Dilbert, le mot est employé dans une réunion pour décrire un projet, et on constate que personne n'a la moindre idée de ce que signifie ce mot, en particulier celui qui l'emploie.
En politique, le mot est apparu dans les années 2010, souffrant du même usage, destiné à valoriser artificiellement son argumentation, donc soi-même, et à impressionner l'auditoire. Et de la même façon, chaque utilisateur lui donne un sens que personne ne peut déceler.

### Paradigme en informatique
C'est par exemple le cas en informatique distribuée, où l'utilisateur doit cesser de penser « ordinateur », « adresse réseau », pour penser le système d'information dans son ensemble, objets distribués voire cloud.